# 1588 Descamisada
1588 Descamisada је астероид главног астероидног појаса са средњом удаљеношћу од Сунца која износи 3,029 астрономских јединица (АЈ).
Апсолутна магнитуда астероида је 11,1.